# I'm So Tired...
I'm So Tired... is een nummer uit 2019 van de Amerikaanse zanger Lauv en de Australische zanger Troye Sivan. Het is de eerste single van Lauvs debuutalbum How I'm Feeling.
Het nummer flopte in de Amerikaanse Billboard Hot 100 met een 81e positie, maar in Australië en veel Europese landen werd het nummer wel een hit. In het Nederlandse taalgebied werd het nummer een bescheiden succesje; met in Nederland een 2e positie in de Tipparade, en in de Vlaamse Ultratop 50 een 37e positie.